# Tove Styrke
Tove Anna Linnéa Östman Styrke (født 19. november 1992 i Umeå) bedre kendt som Tove Styrke er en pop-sangerinde fra Sverige.

## Diskografi

### Album
- Tove Styrke – 2010
- Kiddo – 2015
- Sway – 2018

### EP
- Borderline – 2014

### Singler
- Million Pieces – 2010
- White Light Moment – 2010
- Call My Name – 2011
- Bad Time for a Good Time – 2011
- Even If I'm Loud It Doesn't Mean I'm Talking To You – 2014
- Borderline – 2014
- Ego – 2015
- Number One – 2015
- ... Baby One More Time – 2015 (Britney Spears cover)
- Say My Name – 2017
- Mistakes – 2017
- liability (demo) – 2017 (Lorde cover)
- Changed My Mind – 2018
- On the Low – 2018
- Stuck (med Lost Kings) – 2018